# Affaire Jean Bréheret
Pour un article plus général, voir Abus sexuels sur mineurs dans l'Église catholique en France.
L'affaire Jean Bréheret est une affaire judiciaire mettant en cause un prêtre du diocèse d'Angers, Jean Bréheret, accusé d'avoir violé deux sœurs jumelles, alors âgées de 13 ans, entre 1987 et 1989. Il est condamné en 2004 à huit ans de prison ferme, peine confirmée en appel en 2005.

## Historique
En mars 2000, deux sœurs jumelles, Sandrine et Béatrice Forest, originaires de Doué-La-Fontaine dans le Maine-et-Loire, déposent une plainte contre l'abbé Jean Bréheret pour viol sur mineur. Entre 1987 et 1989, le prêtre, aumônier national du mouvement Chrétiens dans le monde rural et vicaire général du diocèse d'Angers, ami de la famille, a violé les deux sœurs jumelles à plusieurs reprises dans la chambre qu'il occupait alors dans une maison de convalescence où elles lui rendaient visite. Leur mère les avait adressées au prêtre pour « poursuivre leur éducation religieuse », mais ce dernier leur avait fait croire que sa mission éducative s'étendait aussi à la sexualité.
En août 1989, elles témoignent à leur autre sœur des abus dont elles ont été victimes. Les parents, alertés, en font part au curé de Doué-La-Fontaine qui leur déclare être au courant des agissement de Jean Bréheret, et avoir lui-même recueilli sa confession. L'évêque, Jean Orchampt, est aussi rapidement mis au courant par les deux jumelles qui lui remettent une lettre en main propre à laquelle il ne donne pas suite. Les parents rencontrent l'évêque qui plaide un « un mauvais passage d'un homme malade » et leur demande d'oublier l'affaire. Le prêtre reste en place pendant plusieurs années au grand dam des parents. Jean Bréheret est par la suite envoyé à Saint-Flour dans le Cantal en 1998 et une première plainte est déposée pour agression sexuelle sur mineur. La plainte est classée, les faits étant prescrits sous ce chef d'accusation.
Les deux sœurs, âgées de 26 ans, portent à nouveau plainte pour viol en 2000 avec le soutien de l'association L'Enfant bleu. Jean Bréheret est mis en examen. Cependant, quelques mois plus tard, le prêtre témoin qui avait recueilli la confession de Jean Bréheret décède accidentellement et le prêtre accusé conteste les faits devant le juge,. Jean Bréheret comparaît libre devant le tribunal d'Angers en mars 2004. Il nie les faits de viol, ne reconnaissant que les faits prescrits d'agression sexuelle, des caresses sur les seins et sur le pubis, pour lesquels il dit avoir demandé pardon à ses deux victimes. Les experts les ayant examinées font valoir qu'elles souffrent de différents troubles : perte de l'estime de soi, sentiment de honte, dépression, perturbation de la vie sexuelle. Les victimes affirment avoir déposé plainte en 2000 en accord avec leurs conjoints en raison des conséquences de ces viols sur leur vie conjugale. Le 24 mars, la Cour d'assises du Maine-et-Loire condamne le prêtre, âgé de 80 ans, à 8 ans de prison ferme,. 
Un comité de soutien se crée en faveur de Jean Bréheret qui fait appel et est jugé à nouveau en mars 2005. L'association de soutien fait valoir au tribunal que 2 500 lettres sont parvenues au prêtre incarcéré, et différents témoins attestent de la moralité du prêtre qui dénonce de son côté « une vingtaine de faux témoignages » montés contre lui. L'évêque à l'époque des faits, Jean Orchampt, défend « mollement » Jean Bréheret, s'efforçant de dédouaner l'institution et arguant qu'il aurait dénoncé les faits s'il avait connu leur gravité. L'avocat général qualifie le prêtre de « pervers manipulateur ». La Cour d'appel du Mans confirme le 24 mars 2005 la peine de 8 ans de prison. Le pourvoi en cassation est rejeté le 21 janvier 2006.

## Enquête journalistique après le procès
Le site Mediapart révèle en 2017 que 25 évêques depuis les années 60 ont « méthodiquement » couvert la plupart des abus commis par 32 prêtres identifiés, parmi eux Jean Bréheret. Le magazine Golias évoque « des enveloppes de fric que [l']ancien évêque (1974-2000), Jean Orchampt, emportait avec lui à destination des parents des victimes du P. Jean Bréheret afin qu’ils ne portent pas plainte ». Le magazine avance que Jean Bréheret aurait « abusé d’une quarantaine d’enfants ».